# Bình Hòa (phường)
Bình Hòa là một phường thuộc Thành phố Hồ Chí Minh, Việt Nam.

## Địa lý

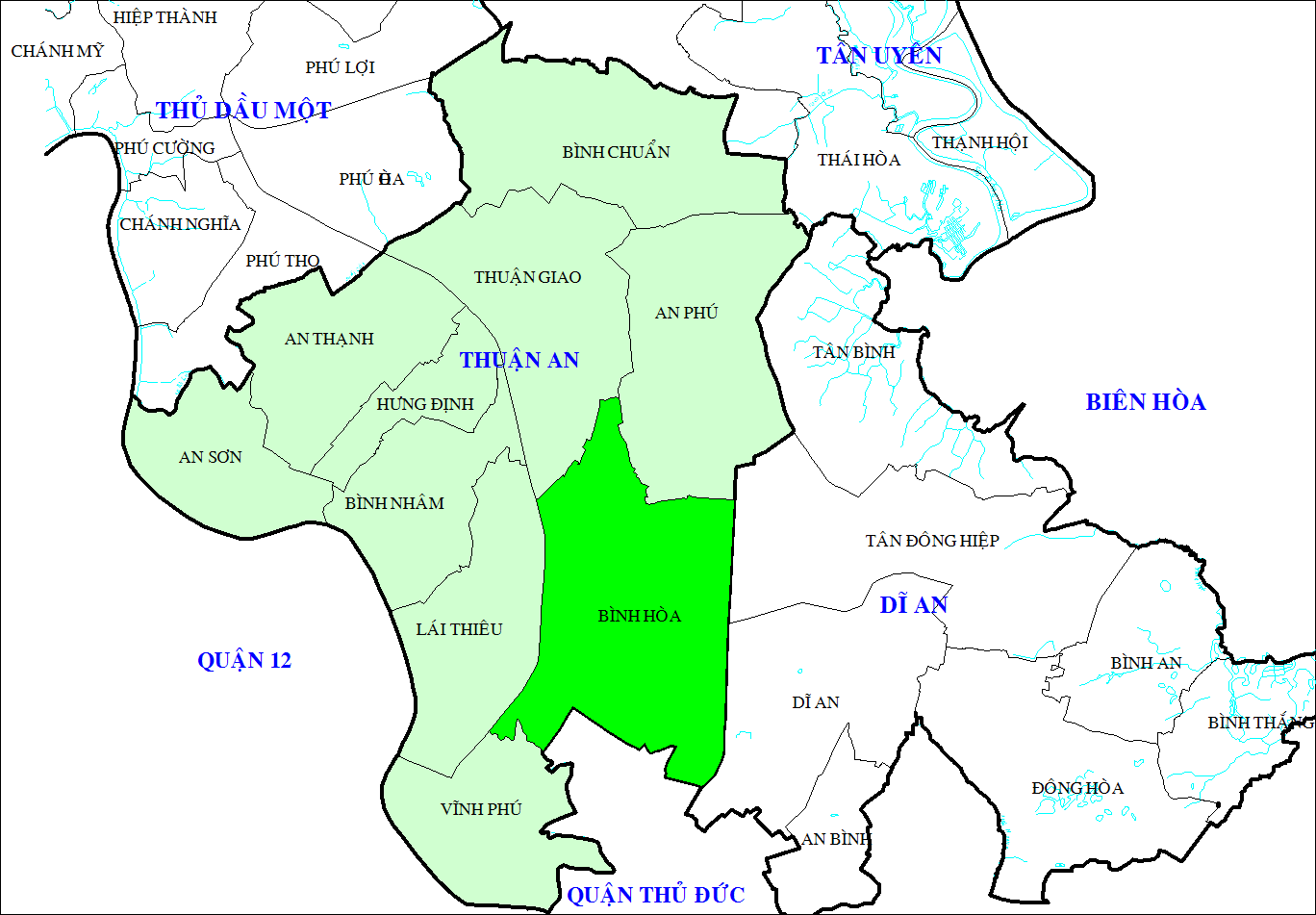
Vị trí phường Bình Hòa trên bản đồ thành phố Thuận An

Phường Bình Hòa nằm ở phía đông thành phố Thuận An, có vị trí địa lý:
- Phía đông giáp thành phố Dĩ An
- Phía tây giáp phường Lái Thiêu
- Phía nam giáp Thành phố Hồ Chí Minh và phường Vĩnh Phú
- Phía bắc giáp các phường Thuận Giao và An Phú.

Phường Bình Hòa có diện tích 14,11 km², dân số năm 2021 là 105.982 người, mật độ dân số đạt 7.512 người/km².

## Lịch sử
Trước đây, Bình Hòa là một xã thuộc huyện Thuận An, tỉnh Bình Dương.
Ngày 13 tháng 1 năm 2011, Chính phủ ban hành Nghị quyết số 04/NQ-CP về việc thành lập hai thị xã Dĩ An và Thuận An thuộc tỉnh Bình Dương. Theo đó, thành lập phường Bình Hòa thuộc thị xã Thuận An trên cơ sở toàn bộ diện tích và dân số của xã Bình Hòa.
Sau khi thành lập, phường Bình Hòa có 1.447 ha diện tích tự nhiên, dân số là 83.213 người.
Công ty TNHH FrieslandCampina Việt Nam: Khu phố Bình Đức 1, Phường Bình Hòa, Thành phố Thuận An, Tỉnh Bình Dương, Việt Nam.
Công ty TNHH Wipro Consumer Care Việt Nam: Số 7, Đường số 4, Khu công nghiệp Việt Nam – Singapore, Phường Bình Hòa, Thành phố Thuận An, Tỉnh Bình Dương, Việt Nam.
Công ty Cổ phần Liwayway Việt Nam: Số 14, Đường số 5, Khu công nghiệp Việt Nam – Singapore, Phường Bình Hòa, Thành phố Thuận An, Tỉnh Bình Dương, Việt Nam.

## Hành chính
Phường Bình Hòa được chia thành 8 khu phố: Bình Đức 1, Bình Đức 2, Bình Đức 3, Bình Đáng, Đồng An 1, Đồng An 2, Đồng An 3, Đông Ba.

## Kinh tế
Phường cũng là nơi tập trung nhiều doanh trại quân đội trực thuộc Quân đoàn 4 như: Trung đoàn Công binh 550, Trung đoàn Phòng không 71,... Bên cạnh đó là các nhà máy, xí nghiệp của một số khu công nghiệp.

### Dân số
Theo thống kê năm 2009, dân số Bình Hòa có khoảng 88.500 người, trong đó gần 11.500 người là dân địa phương, còn lại khoảng 77.000 là người nhập cư. Khi thành lập phường, dân số Bình Hòa thống kê có 83.213 người.